# Laghouat
Laghouat (în arabă الأغواط‎)  este un oraș  în nordul Algeriei, în provincia (wilaya) Laghouat. Are rol de reședință a provinciei.